# Neshe Demir
Neshe Demir (* 1978 in Kempten (Allgäu)) ist eine deutsche Theater- und Filmschauspielerin sowie Filmproduzentin.

## Leben
Neshe Demir wurde 1997 bis 2000 am Schauspielstudio Gmelin in München zur Schauspielerin ausgebildet. Es folgten erste Engagements am Theater und Film- und Fernsehproduktionen. Von 2005 bis 2012 studierte sie Dramaturgie und Regie an der Kunsthochschule für Medien Köln. Für ihre Hauptrolle der Sehra Balta bei Das deutsche Kind wurde sie 2019 für den Bayerischen Fernsehpreis nominiert.
2018 wurde sie als Filmproduzentin bei MMC-Movies in Köln tätig.

## Filmografie (Auswahl)
- 2003: Gute Zeiten, schlechte Zeiten (Fernsehserie, 8 Folgen)
- 2005: Zeit der Wünsche
- 2006: Prinzessin
- 2009: Marie Brand und die Nacht der Vergeltung
- 2013: Kückückskind
- 2016: Annunciation (Kurzfilm)
- 2016: Lena Lorenz: Entscheidung fürs Leben
- 2017: Das deutsche Kind
- 2019: Oray
- 2019: Die Füchsin: Im goldenen Käfig
- 2019: Ein Fall für zwei (Fernsehserie, Folge Adem)
- 2020: SOKO Köln (Fernsehserie, Folge Schlüsselkind)
- 2021: Monte Verità – Der Rausch der Freiheit
- 2021: Tatort: Der Reiz des Bösen
- 2021: Der Geist im Glas (Märchenfilm)
- 2022: Strafe – Ferdinand von Schirach, Folge Das Seehaus
- 2023: Marie Brand und die falsche Wahrheit
- 2023: Tatort: Cash
- seit 2023: Tierärztin Dr. Mertens (Fernsehserie)
- 2024: Tatort: Man stirbt nur zweimal
- 2025: Cassandra (Fernsehserie)